# Matkool
Matkool of duriet is een steenkoolsoort. Matkool bestaat uit fijne plantenresten, waaronder cuticula's, hars en sporen. 
Matkool dankt haar naam aan haar macro-structuur. Andere steenkoolsoorten in deze classificatie zijn glanskool en vezelkool. Er komen overigens veel overgangsvormen voor. Los daarvan vindt ook categoristatie naar de microstructuur plaats.